# Фернандо Льюїс
Фернандо Льюїс (нід. Fernando Lewis; нар. 31 січня 1993, Гаага, Нідерланди) — нідерландський та арубський футболіст, правий захисник клубу «Квік Бойс» та національної збірної Аруби.

## Клубна кар'єра
На професіональному рівні дебютував за АЗ 20 жовтня 2011 року, замінивши Роя Беренса в поєдинку Ліги Європи проти «Аустрії» (Відень). В останній турі сезону 2011/12 років проти «Гронінгена» Льюїс отримав травму, яка не дозволила йому грати протягом шести місяців. Наступного сезону не грав, але в сезоні 2013/14  років провів 5 поєдинків.
8 серпня 2014 року АЗ відправив Фернандо в оренду до «Гоу Егед Іглз». Два дні по тому дебютував за нову команду, в програному (2:3) поєдинку чемпіонату проти «Гронінгена». На 68-ій хвилині Льюїс замінив Алекса Шалька. 24 січня 2015 року відправився в оренду до завершення сезону в «Дордрехт».
Після цього періоду оренди повернувся в АЗ, частково через тривалу відсутність внаслідок травму підколінного сухожилля, тому не зміг отримати належну кількість ігрового часу в АЗ. 9 травня 2017 року вільним агентом перейшов до «Віллем II».
19 серпня 2020 року вільним агентом перебрався до клубу Твеедедивізі «Квік Бойс», з яким підписав 1-річний контракт.

## Кар'єра в збірній
У футболці національної збірної Аруби дебютував 2 червня 2021 року в поєдинку кваліфікації чемпіонату світу 2022 року проти Кайманових Островів.

## Статистика виступів

### Клубна
| Сезон                                           | Клуб              | Змагання          | Змагання | Змагання | Кубок | Кубок | Єврокубки | Єврокубки | Ін. кубки | Ін. кубки | Загалом | Загалом |
| Сезон                                           | Клуб              | Змагання          | Матчі    | Голи     | Матчі | Голи  | Матчі     | Голи      | Матчі     | Голи      | Матчі   | Голи    |
| ----------------------------------------------- | ----------------- | ----------------- | -------- | -------- | ----- | ----- | --------- | --------- | --------- | --------- | ------- | ------- |
| 2011/12                                         | АЗ                | Ередивізі         | 2        | 0        | 1     | 0     | 1         | 0         | 0         | 0         | 4       | 0       |
| 2012/13                                         | АЗ                | Ередивізі         | 0        | 0        | 0     | 0     | 0         | 0         | 0         | 0         | 0       | 0       |
| 2013/14                                         | АЗ                | Ередивізі         | 5        | 0        | 1     | 2     | 2         | 0         | 0         | 0         | 8       | 2       |
| Загалом за клуб                                 | Загалом за клуб   | Загалом за клуб   | 7        | 0        | 2     | 2     | 3         | 0         | 0         | 0         | 12      | 2       |
| 2014                                            | → «Гоу Егед Іглз» | Ередивізі         | 17       | 2        | 2     | 0     | 0         | 0         | 0         | 0         | 19      | 2       |
| Загалом за клуб                                 | Загалом за клуб   | Загалом за клуб   | 17       | 2        | 2     | 0     | 0         | 0         | 0         | 0         | 19      | 2       |
| 2015                                            | → «Дордрехт»      | Ередивізі         | 7        | 0        | 0     | 0     | 0         | 0         | 0         | 0         | 7       | 0       |
| Загалом за клуб                                 | Загалом за клуб   | Загалом за клуб   | 7        | 0        | 0     | 0     | 0         | 0         | 0         | 0         | 7       | 0       |
| 2015/16                                         | АЗ                | Ередивізі         | 1        | 0        | 0     | 0     | 1         | 0         | 0         | 0         | 2       | 0       |
| 2016/17                                         | АЗ                | Ередивізі         | 1        | 0        | 2     | 0     | 1         | 0         | 0         | 0         | 4       | 0       |
| Загалом за клуб*                                | Загалом за клуб*  | Загалом за клуб*  | 9        | 0        | 4     | 2     | 5         | 0         | 0         | 0         | 18      | 2       |
| 2017/18                                         | «Віллем II»       | Ередивізі         | 27       | 0        | 4     | 0     | 0         | 0         | 0         | 0         | 31      | 0       |
| 2018/19                                         | «Віллем II»       | Ередивізі         | 26       | 2        | 4     | 0     | 0         | 0         | 0         | 0         | 29      | 2       |
| 2019/20                                         | «Віллем II»       | Ередивізі         | 3        | 0        | 0     | 0     | 0         | 0         | 0         | 0         | 3       | 0       |
| Загалом за клуб                                 | Загалом за клуб   | Загалом за клуб   | 56       | 2        | 8     | 0     | 0         | 0         | 0         | 0         | 64      | 2       |
| Усього за кар'єру                               | Усього за кар'єру | Усього за кар'єру | 89       | 4        | 14    | 2     | 5         | 0         | 0         | 0         | 108     | 6       |
| *Загальна кількість матчів за АЗ за два періоди |                   |                   |          |          |       |       |           |           |           |           |         |         |

Оновлено 18 серпня 2019 року.

## Досягнення
АЗ
- Кубок Нідерландів
  -  Володар (1): 2012/13